# Xanthogryllacris urania
Xanthogryllacris urania är en insektsart som först beskrevs av Griffini 1911.  Xanthogryllacris urania ingår i släktet Xanthogryllacris och familjen Gryllacrididae. Inga underarter finns listade i Catalogue of Life.